# 山门镇 (清水县)
山门镇，是中华人民共和国甘肃省天水市清水县下辖的一个乡镇级行政单位。

## 行政区划
山门镇下辖以下地区：
薛家村、马堡村、刘崖村、南山村、什字村、山门村、高桥村、大集村、关山村、白河村、玄头村、腰套村、旺兴村、吊山村、白树村、史沟村和观音殿村。